# Konrad Haase
Pour les articles homonymes, voir Haase.
Konrad Haase (29 août 1888 à Dresde - 25 janvier 1963 à Hahnstätten) est un Generalleutnant allemand qui a servi au sein de la Wehrmacht pendant la Seconde Guerre mondiale.

## Biographie
Konrad Haase, né le 29 août 1888 à Dresde, rejoint l'armée en tant que Fahnenjunker dans le 12e régiment d'artillerie de campagne le 30 mars 1908, à l'âge de 19 ans.

Il participe à toute la Première Guerre mondiale et la termine comme adjudant du 140e régiment d'artillerie. Il se retire de l'armée le 19 avril 1920.
Il rejoint le service de police, mais est réactivé dans la Reichswehr le 15 octobre 1935, en tant que commandant du 1er Bataillon du 11e Régiment d'Infanterie.
Avec le déclenchement de la Seconde Guerre mondiale, il est nommé commandant du 11e régiment d'infanterie jusqu'au 12 janvier 1939, sous les ordres du Generaloberst Gerd von Rundstedt. Haase est par la suite commandant de la 164. Infanterie-Division de 1er décembre 1939 au 10 janvier 1940, puis commandant de l'armée dans la zone arrière de Tarnów, jusqu'à 10 mars 1940. Il est nommé alors Commandant de la 365. Infanterie-Division jusqu'au 1er août 1940.

Il est affecté comme commandant de la 302. Infanterie-Division du 12 novembre 1940 au 16 novembre 1942, puis est versé dans la Réserve (Führer Reserve), jusqu'au 20 avril 1942.

Il est nommé Général avec fonctions particulières pour le service de patrouille armée du Groupe d'armées Sud du 20 avril 1943 au 10 mai 1943. Malade, il reste à l'hôpital jusqu'au 21 juillet 1943. Il reprend du service comme général avec fonctions particulières dans le Groupe d'armées B sous le général Erwin Rommel jusqu'au 16 novembre 1943. Son dernier commandement est général chargé de fonctions spéciales et commandant des troupes de commandement avec l'état-major du Groupe d'armées C, en Italie sous les ordres du général Albert Kesselring jusqu'au moment de sa capture par les forces alliées le 23 mai 1945.
Il est libéré de la captivité le 7 août 1947, puis vit à Hahnstätten, où à l'âge de 74 ans, il décède le 25 janvier 1963. Il est enterré sur le cimetière du village de Hahnstätten.

## Promotions
| Fahnenjunker-Unteroffizier | 2 octobre 1908    |
| Fähnrich                   | 4 novembre 1908   |
| Leutnant                   | 19 août 1909      |
| Oberleutnant               | 1er décembre 1914 |
| Hauptmann                  | 21 décembre 1916  |
| Polizei-Hauptmann          | 20 septembre 1919 |
| Polizei-Major              | 1er mars 1931     |
| Polizei-Oberstleutnant     | 1er avril 1935    |
| Oberstleutnant             | 15 octobre 1935   |
| Oberst                     | 1er avril 1936    |
| Generalmajor               | 1er janvier 1940  |
| Generalleutnant            | 1er janvier 1942  |

## Décorations
- Croix de fer (1914)
  - 2e Classe
  - 1re Classe
- Croix d'honneur pour combattants 1914-1918
- Médaille de mérite de guerre (Autriche) (de) avec glaives
- Croix d'honneur pour combattants 1914-1918
- Médaille de service de la Wehrmacht 4e à 1re Classe
- Médaille de mérite de guerre (Hongrie) (de) avec glaives
- Médaille de mérite de guerre (Bulgarie) (de) avec glaives
- Agrafe de la Croix de fer (1939)
  - 2e Classe
  - 1re Classe
- Croix du mérite de guerre
  - 2e Classe avec glaives
  - 1re Classe avec glaives
- Croix allemande en Argent le 20 avril 1945 en tant que Generalleutnant et General z.b.V. und Befehlshaber der Ordnungstruppen beim Stab der Heeresgruppe C.